# Expedición 36
La Expedición 36 fue la 36.ª estancia de larga duración en la Estación Espacial Internacional.

## Tripulación
| Posición             | Primera parte (mayo de 2013)                  | Segunda parte (mayo de 2013 a septiembre de 2013)  |
| -------------------- | --------------------------------------------- | -------------------------------------------------- |
| Comandante           | Pavel Vinogradov, RSA Tercer vuelo espacial   | Pavel Vinogradov, RSA Tercer vuelo espacial        |
| Ingeniero de vuelo 1 | Aleksandr Misurkin, RSA Primer vuelo espacial | Aleksandr Misurkin, RSA Primer vuelo espacial      |
| Ingeniero de vuelo 2 | Chris Cassidy, NASA Segundo vuelo espacial    | Chris Cassidy, NASA Segundo vuelo espacial         |
| Ingeniero de vuelo 3 |                                               | Karen L. Nyberg, NASA Segundo vuelo espacial       |
| Ingeniero de vuelo 4 |                                               | Fyodor Yurchikhin, RSA Cuarto vuelo espacial       |
| Ingeniero de vuelo 5 |                                               | Luca Parmitano, ESA (Italia) Primer vuelo espacial |

Fuentes
NASA

## Misión
El 16 de junio de 2013, en el 50.º aniversario del primer vuelo espacial de una mujer, realizado por Valentina Tereshkova en la Vostok 6, Karen L. Nyberg fue una de las dos mujeres en el espacio, la otra fue Wang Yaping a bordo de la nave Tiangong-1 en la misión Shenzhou 10.
El 16 de julio de 2013, durante el paseo espacial EVA-23, Luca Parmitano alertó de que había una fuga constante de agua en su casco. Los controladores de vuelo decidieron abortar el EVA de forma inmediata, y Parmitano regresó de nuevo a la cámara Quest, seguido de Chris Cassidy, con quien estaba realizando el EVA . La cámara de aire comenzó  la represurización después de una hora y treinta y dos minutos de paseo espacial, en esos momentos Parmitano tenía dificultades para ver, oír y hablar debido a la cantidad de agua en su traje. Después de volver a la presurización, el comandante Pavel Vinogradov y el miembro de la tripulación Fyodor Yurchikhin quitaron rápidamente el casco a Parmitano y absorbieron el agua con toallas. A pesar del incidente, Parmitano informó estar de buen humor y no sufrió ninguna lesión.